# Ann Holmgren
Ann Holmgren född 1975 är en svensk fotograf, författare och filmare.
Med filmen Maison blev hon utvald att som en av sju representera Film i Västerbotten vid Tromsø Filmfestival 2005. Hon blev vinnare av Brooklyn International Film Festival och St. Petersburg Student Film Festival med filmen Hotellstäderskan.

## Filmografi
- Maison
- Hotellstäderskan